# リキ・スポーツパレス
リキ・スポーツパレスは、東京・渋谷に存在した、総合スポーツレジャービル。通称・リキパレス。メイン施設であるホールは、日本初のプロレス興行常設会場であった。
力道山が自らの事業として建設・運営した。

## 完成とその概要
力道山は、後援者で明治座社長だった新田新作から新田の本拠地である日本橋浪花町（現日本橋富沢町）の土地をもらい、そこを自身の道場「力道山道場」、後に「日本プロレス・センター」と称し、日本プロレスの拠点としていた。プロレス・センターは広かったが、少人数しか観客を収容することができなかった。
力道山は、「プロレスにも、相撲の『国技館』のような常設会場が欲しい」と考えていた。常設会場があれば定期興行の開催も可能で、他の会場をレンタルする必要も無いためトラブルも減るという、斬新なアイデアだった。偶然にもプロレスセンターは土地収用の対象となったため（現在のNTT東日本茅場兜ビル）、渋谷に新しい土地を買い求めビルを建てることとした。
1960年に着工。当時の金額で15億円という巨費を投資し、1961年に完成した。
力道山の想い出の遠征地であるハワイ州ホノルル・シビック・オーデトリアムを模して建造されたホールは、ビルの3階から5階部分までの吹き抜けで、最大収容数3,000人。7月30日に行われたお披露目会には、美空ひばり、江利チエミ、雪村いづみの「三人娘」を始めとする、テレビ界のスターが多数来場。夢の殿堂とも呼ばれた。杮落としは8月19日の日本プロレス興行で、観客動員は3,000人超満員であった。日本プロレスの常設会場として、「三菱ダイヤモンドアワー・プロレスリング中継」も主に当会場から中継されたほか、ボクシング興行も行われた。
所有は力道山個人の不動産資産会社「リキ・エンタープライズ」。ビル内には、プロレス会場（前述のホール）やプロレスの道場（リキ・レスリングジム）、プロレス関係の事務所（任意団体の日本プロレス・コミッション、任意団体の日本プロレス協会、日本プロレス興業株式会社）はもちろん置いたが、力道山個人のアイデアによる様々な副業的事業が開始された。
それらは、当時としては目新しいビジネスであったが、いずれもその数年内に全体としては市場が急速に拡大し急成長を遂げる業種が多く、サウナの「リキトルコ」、ボウリング場「リキ・ボーリング」、キャバレー、花嫁学校（現在で言うフィニッシングスクール）、更にレストラン「リキレストラン」、リキ・ボクシングジム、そして女性専用のスポーツジムがビル内に入居、一大複合ビルとして運営したが、複合ビルにしたことも「ビルに客を呼んで、プロレスを観て帰ってもらおう」という、斬新な発想からである。

## 力道山死後
しかし自らの“城”の完成を見た2年後の1963年に、力道山は刺殺される。リキパレスの経営を含む、力道山の莫大な副業が全て借金により賄われていたことから、遺族が引き継いだリキ・エンタープライズはすぐに借入金利子・運営費などで事業継続が困難な状況に陥り、リキパレスも西山興業から建物を担保として融資を受けていた上で運営していた。
当時、東京各地にボウリング場が相次いで開業したことや、「リキレストラン」も利用客が減少し、運営が悪化。当時、日プロの取締役営業部長であった吉原功は、「リキパレスを、リキ・エンタープライズから日本プロレス興業が買い取るべきだ」と主張し、実際に資金の一部も自己の責任で集め始めていた。しかし、同時期に日プロの分裂（社長豊登の追放、彼による若手の引き抜きと東京プロレス旗揚げ）があり、過敏になっていた取締役経理部長の遠藤幸吉らは、吉原の動きに対して「吉原は資金を集めて日プロそのものを買収しようとしている」と妙な吹聴をして妨害した。この対立に敗れ、吉原は日プロを単身で辞職し、国際プロレスを旗揚げするという大事件に発展した。
最終的にリキパレスは、担保物件として債権者である西山興業へ取られることになり、日プロの事務所も移転を余儀なくされた。西山興業は1967年、赤坂のキャバレー「ミカド」で成功を収めていた近畿観光株式会社に5億円で売却した。近畿観光はすぐに、プロレス会場を全面改装してキャバレー「エムパイア」とし、サウナなどは残した上で運営したが、立地条件の悪さ、その後のキャバレーという業態そのものの衰退によって、近畿観光は当地でのキャバレー業継続を断念。吹き抜けやサウナ用の配管など、そのままではオフィスビルとして全く転用できなかったこともあり、1976年恵通企業（現ヒューマックス）へ土地建物を売却、渋谷ジョイシネマ（現・渋谷humaxシネマ）の仮営業に使用されたのち1992年に取り壊された。
跡地には現在、ヒューマックス渋谷ビル（サイバーエージェントなどが入居していた）が建っている。
リキ・エンタープライズは百田光雄と百田力の個人事務所として存続し、力道山の遺品などの管理を行っている。また力道山の死後に、百田家が相続した「赤坂の日プロ」と、当時の幹部が別途登記して実際に興行活動を行っていた「渋谷の日プロ」と法人が2つ存在した日本プロレスは、前者は力道山の最後の夫人である田中敬子の個人事務所として存続した一方、後者は興行活動停止後に休眠会社化を経て「みなし解散」となった。